# Otra Salida
Otra Salida ist eine Hardcore-Band aus dem argentinischen Buenos Aires, die seit 1990 aktiv ist. 

## Geschichte
Otra Salida wurde 1990 gegründet. Die Band trat in der Vergangenheit auf zahlreichen Festivals in Südamerika auf, so 2005 beim Rock al Parque in Kolumbien, 2018 auf dem Festival Brutal Mosh in Chile und als Co-Headliner neben Minoría Activa auf dem Sin Barreras Hardcore Fest in Buenos Aires. In Argentinien selbst fungierte die Band oftmals als Vorband bei den Südamerikatourneen namhafter US-amerikanischer Hardcorebands. Zwischen 2007 und 2016 führten private Verpflichtungen zu einem Erlahmen der Bandaktivitäten.

## Stil
Otra Salida werden dem Buenos Aires Hardcore zugerechnet, einem Sammelbegriff für die Hardcoreszene in Buenos Aires, deren Bands sich musikalisch zumeist am New York Hardcore orientieren. Das argentinische Metal-Magazin Metal Argento sah im 2016er-Album Otra Vez en el Infierno einen verstärkten Einsatz von Metal-Elementen.

## Diskografie
- 1993: Sin Respeto (Roadrunner Records)
- 1998: Tiempo de Continuar (kein Label)
- 1999: Golpe Tras Golpe! (Split-Album mit E.C.O. Violento)
- 2001: Manteniendo la Furia (X El Cambio Records)
- 2002: El Solo Continuar Es Vencer (X El Cambio Records)
- 2004: Cara a Cara (X El Cambio Records)
- 2006: Otra Salida (EP, X El Cambio Records)
- 2006: Solo los fuertes seguimos de pie (Split-Album mit S.A.C., X El Cambio Records)
- 2007: No Desit (X El Cambio Records)
- 2007: Split-Album mit Norte Cartel (X El Cambio Records)
- 2016: Otra Vez en el Infierno (X El Cambio Records)